# Episodi di Hennesey (prima stagione)
La prima stagione della serie televisiva Hennesey è andata in onda negli Stati Uniti dal 28 settembre 1959 al 9 maggio 1960 sulla CBS.
| nº | Titolo originale                        | Prima TV USA      |
| -- | --------------------------------------- | ----------------- |
| 1  | Pilot                                   | 28 settembre 1959 |
| 2  | Hennesey Meets Honeyboy                 | 5 ottobre 1959    |
| 3  | Hennesey Meets Harvey Spencer Blair III | 12 ottobre 1959   |
| 4  | Hennesey and Peyton Place               | 19 ottobre 1959   |
| 5  | Shore Patrol                            | 26 ottobre 1959   |
| 6  | Pork Chops and Apple Sauce              | 2 novembre 1959   |
| 7  | Harvey Blair Returns                    | 16 novembre 1959  |
| 8  | Hennesey Meets Mrs. Horatio Grief       | 23 novembre 1959  |
| 9  | Hennesey Goes Home                      | 30 novembre 1959  |
| 10 | Hennesey and the Lady Doctor            | 7 dicembre 1959   |
| 11 | The Baby Sitter                         | 14 dicembre 1959  |
| 12 | The Christmas Show                      | 21 dicembre 1959  |
| 13 | The Matchmaker                          | 28 dicembre 1959  |
| 14 | More of Harvey Spencer Blair            | 4 gennaio 1960    |
| 15 | Space Man                               | 11 gennaio 1960   |
| 16 | Hennesey Joins the Marines              | 18 gennaio 1960   |
| 17 | Hennesey Meets Fuji                     | 25 gennaio 1960   |
| 18 | Hello, Cobra Leader                     | 1º febbraio 1960  |
| 19 | Hennesey and the Ancient Vehicle        | 8 febbraio 1960   |
| 20 | Dr. Blair Again                         | 15 febbraio 1960  |
| 21 | The Annapolis Man                       | 22 febbraio 1960  |
| 22 | Hennesey Meets Mr. Wilkins              | 29 febbraio 1960  |
| 23 | Senior Nurse                            | 14 marzo 1960     |
| 24 | Scarlet Woman in White                  | 21 marzo 1960     |
| 25 | Angel Face                              | 28 marzo 1960     |
| 26 | What Is Dr. Blair?                      | 4 aprile 1960     |
| 27 | We're Glad It's You                     | 11 aprile 1960    |
| 28 | Calling Dr. King                        | 18 aprile 1960    |
| 29 | Which One Is Wagner?                    | 25 aprile 1960    |
| 30 | Big Brother                             | 2 maggio 1960     |
| 31 | Bonjour, Mr. Hennesey                   | 9 maggio 1960     |

## Pilot
- Prima televisiva: 28 settembre 1959

### Trama
- Guest star: Frank Gorshin (marinaio Pulaski, guardiacoste, USN), Gene Reynolds (Bob)

## Hennesey Meets Honeyboy
- Prima televisiva: 5 ottobre 1959

### Trama
- Guest star: Norman Alden (Herman), Bobby Darin (Honeyboy Jones), Frank Gorshin (marinaio Pulaski)

## Hennesey Meets Harvey Spencer Blair III
- Prima televisiva: 12 ottobre 1959

### Trama
- Guest star: Raymond Bailey (ammiraglio), Ross Ford (Flying Officer), James Komack (Harvey Spencer Blair III, DDS, USN)

## Hennesey and Peyton Place
- Prima televisiva: 19 ottobre 1959

### Trama
- Guest star: Alan Dexter, Ruta Lee (Ruth Thomas)

## Shore Patrol
- Prima televisiva: 26 ottobre 1959

### Trama
- Guest star: Hal Baylor (Herman), Frank Gorshin (Seaman Pulaski), Stafford Repp (Dennis), Larry Storch (Sylvester)

## Pork Chops and Apple Sauce
- Prima televisiva: 2 novembre 1959

### Trama
- Guest star: Walter Sande (ammiraglio), Dick Wessel

## Harvey Blair Returns
- Prima televisiva: 16 novembre 1959

### Trama
- Guest star: James Komack (Harvey Spencer Blair III, DDS), Stephen Roberts (comandante Wilkes)

## Hennesey Meets Mrs. Horatio Grief
- Prima televisiva: 23 novembre 1959

### Trama
- Guest star: Richard Bakalyan (Harry Benson), Harriet E. MacGibbon (Mrs. Horatio Grief), Nelson Welch (maggiordomo)

## Hennesey Goes Home
- Prima televisiva: 30 novembre 1959

### Trama
- Guest star: Ricky Allen (Freddie), J. Pat O'Malley (dottor Hardy)

## Hennesey and the Lady Doctor
- Prima televisiva: 7 dicembre 1959

### Trama
- Guest star: Phyllis Coates (dottor Patricia Granger)

## The Baby Sitter
- Prima televisiva: 14 dicembre 1959

### Trama
- Guest star: Ron Howard (Walker), Gary Hunley, Herbie Faye (Milkman), Dorothy Granger, Robert Brubaker, Stephen Roberts (comandante Wilkes), Elizabeth York (Mrs. Walker)

## The Christmas Show
- Prima televisiva: 21 dicembre 1959

### Trama
- Guest star: Bartlett Robinson (comandante Jenkins), Ursula McGowan (Wave), Howard Storm (marinaio), Rudy Solari (marinaio), Joseph Corey (Tony), Herbert Ellis (dottor Dan Wagner), Arlen Stuart (infermiera Kelly)

## The Matchmaker
- Prima televisiva: 28 dicembre 1959

### Trama
- Guest star: Dallas Mitchell (Dan Johnson), Sue Randall (Linda Shafer)

## More of Harvey Spencer Blair
- Prima televisiva: 4 gennaio 1960

### Trama
- Guest star: Helen Kleeb (Mrs. Wright), James Komack (Harvey Spencer Blair III, DDS)

## Space Man
- Prima televisiva: 11 gennaio 1960

### Trama
- Guest star: Bob Hastings (tenente Bolt), Barry McGuire (Brockaway)

## Hennesey Joins the Marines
- Prima televisiva: 18 gennaio 1960

### Trama
- Guest star: William Fawcett (Ezra Green), Ken Lynch (colonnello Michael Crockett), Glenn Holtzman (tenente Marina), Frederick Ford (capitano Marina), Bill Idelson (Mac)

## Hennesey Meets Fuji
- Prima televisiva: 25 gennaio 1960

### Trama
- Guest star: Fuji (se stesso), Harry Landers (Petty Officer Tolliver), Jimmy Murphy (marinaio Peabody)

## Hello, Cobra Leader
- Prima televisiva: 1º febbraio 1960

### Trama
- Guest star: John Newton (Mr. Stevens), Alan Dexter (tenente Henry 'Hank' Ross), Kenneth Patterson (comandante Williams), Anne Barton (Mary Stevens), Kevin Jones (ragazzo)

## Hennesey and the Ancient Vehicle
- Prima televisiva: 8 febbraio 1960

### Trama
- Guest star: Jolene Brand (Wave), Herbert Ellis (Dan Wagner, MD, USN), Bill Idelson (Marine), Charles Meredith (ammiraglio)

## Dr. Blair Again
- Prima televisiva: 15 febbraio 1960

### Trama
- Guest star: James Komack (Harvey Spencer Blair III, DDS)

## The Annapolis Man
- Prima televisiva: 22 febbraio 1960

### Trama
- Guest star: James Franciscus (Williams), Roy Wright (comandante)

## Hennesey Meets Mr. Wilkins
- Prima televisiva: 29 febbraio 1960

### Trama
- Guest star: Lonnie Blackman (Miss Lane), Raymond Greenleaf (Mr. Wilkins), Rudy Solari (marinaio)

## Senior Nurse
- Prima televisiva: 14 marzo 1960

### Trama
- Guest star: Jolene Brand (Gloria), Harriet E. MacGibbon (infermiera capo Clara Carpenter, USN), Della Sharman (Barbara), Diane Strom (Joan)

## Scarlet Woman in White
- Prima televisiva: 21 marzo 1960

### Trama
- Guest star: Alice Backes (Ethel Peterson), Yvonne Craig (infermiera Harriet Burns)

## Angel Face
- Prima televisiva: 28 marzo 1960

### Trama
- Guest star: Robert Gist (dottor Owen King), Jolene Brand (infermiera), Nancy Rennick (Caroline), Doug McClure (marinaio Davies), Diane Strom (infermiera)

## What Is Dr. Blair?
- Prima televisiva: 4 aprile 1960

### Trama
- Guest star: King Calder (Iron Mike Crockett), James Komack (Harvey Spencer Blair III, DDS)

## We're Glad It's You
- Prima televisiva: 11 aprile 1960

### Trama
- Guest star: Ellen Corby, John Stephenson (produttore TV Stacey)

## Calling Dr. King
- Prima televisiva: 18 aprile 1960

### Trama
- Guest star: Herbert Ellis (Dan Wagner, MD), Robert Gist (dottor Owen King), Alan Reed Jr. (Roy Thomas), Kasey Rogers (Elizabeth Ann Larkin)

## Which One Is Wagner?
- Prima televisiva: 25 aprile 1960

### Trama
- Guest star: Lonnie Blackman (Gloria), Herbert Ellis (dottor Dan Wagner), Diane Strom (infermiera)

## Big Brother
- Prima televisiva: 2 maggio 1960

### Trama
- Guest star: Forrest Compton (tenente Hillman), Herbert Ellis (dottor Dan Wagner), Burt Metcalfe (tenente Joe Alberts), Walter Reed (comandante Frank Alberts)

## Bonjour, Mr. Hennesey
- Prima televisiva: 9 maggio 1960

### Trama
- Guest star: Forrest Compton (dottor McIntosh), Toni Gerry (Miss Hamilton)